# أوبو أف 7
هاتف أوبو أف 7 (بالإنجليزية: Oppo F7)‏ هو فابلت ذكي يعتمد على أندرويد 8.1، والذي تم كشف النقاب عنه في 26 مارس 2018. يحتوي الموديل على كاميرا أمامية بدقة 25 ميجابيكسل وكاميرا خلفية بدقة 16 ميجابيكسل.